# Libano Zanolari
Libano Zanolari (Brusio, 1947) è un giornalista svizzero.
Faceva parte della redazione sportiva della Televisione svizzera di lingua italiana. Ha commentato principalmente eventi calcistici e le gare di sci alpino maschile.

## Curiosità
Alla fine della gara di SuperG di Bormio, nel marzo 2008, nonostante una gara quasi disastrosa (16º posto), elogiò lo sciatore elvetico Didier Cuche per la conquista della coppa di specialità, mentre in realtà l'atleta neocastellano, a causa di quel piazzamento, perse tale trofeo per un solo punto.